# العلاقات الألمانية السريلانكية
العلاقات الألمانية السريلانكية هي العلاقات الثنائية التي تجمع بين ألمانيا وسريلانكا.

## مقارنة بين البلدين
هذه مقارنة عامة ومرجعية للدولتين:
| وجه المقارنة                                              | ألمانيا                                                                              | سريلانكا                         |
| --------------------------------------------------------- | ------------------------------------------------------------------------------------ | -------------------------------- |
| المساحة (كم2)                                             | 357.41 ألف                                                                           | 65.61 ألف                        |
| عدد السكان (نسمة)                                         | 81.29 مليون                                                                          | 21.44 مليون                      |
| الكثافة السكانية (ن./كم²)                                 | 227.44                                                                               | 326.78                           |
| العاصمة                                                   | بون، برلين                                                                           | سري جاياواردنابورا كوتي، كولمبو  |
| اللغة الرسمية                                             | اللغة الألمانية                                                                      | اللغة السنهالية، اللغة التاميلية |
| العملة                                                    | يورو، مارك ألماني                                                                    | روبية سريلانكي                   |
| الناتج المحلي الإجمالي (بليون دولار)                      | 3.68 تريليون                                                                         | 87.17 مليار                      |
| الناتج المحلي الإجمالي (تعادل القوة الشرائية) بليون دولار | 3.92 تريليون                                                                         | 246.62 مليار                     |
| الناتج المحلي الإجمالي الاسمي للفرد دولار أمريكي          | 41.31 ألف                                                                            | 3.93 ألف                         |
| الناتج المحلي الإجمالي للفرد دولار أمريكي                 | 46.40 ألف                                                                            | 11.11 ألف                        |
| مؤشر التنمية البشرية                                      | 0.926                                                                                | 0.757                            |
| رمز المكالمات الدولي                                      | +49                                                                                  | +94                              |
| رمز الإنترنت                                              | .de                                                                                  | .lk،                             |
| المنطقة الزمنية                                           | توقيت وسط أوروبا، ت ع م+01:00، ت ع م+02:00، توقيت أوروبا الوسطى المعياري (ت غ م +1) ‏ | ت ع م+05:30                      |

## منظمات دولية مشتركة
يشترك البلدان في عضوية مجموعة من المنظمات الدولية، منها:
| علم المنظمة | اسم المنظمة                               | تاريخ انضمام ألمانيا | تاريخ انضمام سريلانكا |
| ----------- | ----------------------------------------- | -------------------- | --------------------- |
|             | مؤسسة التمويل الدولية                     | 20 يوليو 1956        | 20 يوليو 1956         |
|             | منظمة حظر الأسلحة الكيميائية              | 29 أبريل 1997        | ?                     |
|             | يونسكو                                    | 11 يوليو 1951        | 14 نوفمبر 1949        |
|             | الاتحاد الدولي للاتصالات                  | 1866                 | 1897                  |
|             | الأمم المتحدة                             | 18 سبتمبر 1973       | 14 ديسمبر 1955        |
|             | منظمة الشرطة الجنائية الدولية             | ?                    | ?                     |
|             | البنك الدولي للإنشاء والتعمير             | 14 أغسطس 1952        | 29 أغسطس 1950         |
|             | الاتحاد البريدي العالمي                   | 1 يوليو 1875         | ?                     |
|             | مؤسسة التنمية الدولية                     | 24 سبتمبر 1960       | 27 يونيو 1961         |
|             | منظمة التجارة العالمية                    | ?                    | ?                     |
|             | المنظمة الهيدروغرافية الدولية             | ?                    | ?                     |
|             | بنك التنمية الآسيوي                       | 1966                 | 1966                  |
|             | المركز الدولي لتسوية المنازعات الاستشارية | 18 مايو 1969         | 11 نوفمبر 1967        |
|             | وكالة ضمان الاستثمار متعدد الأطراف        | 12 أبريل 1988        | 27 مايو 1988          |

## وصلات خارجية
- موقع وزارة الخارجية الألمانية
- موقع وزارة الخارجية السريلانكية